# ISO 3166-2:BV

Bouvetův ostrov na mapě světa

Kódy ISO 3166-2 pro Bouvetův ostrov neidentifikují žádné regiony (stav v roce 2015).